# Pelyněk metlatý
Pelyněk metlatý (Artemisia scoparia) je suchomilná aromatická bylina která z české přírody pomalu mizí. Je to jeden z více než 500 druhů rodu pelyněk.

## Výskyt
Za původní druh je pelyněk metlatý považován v oblasti od Střední Evropy (Česká republika, Polsko, Rakousko, Maďarsko) přes Východní Evropu (Rumunsko, Ukrajina, Bělorusko, Litva), Rusko, Střední Asii, Mongolsko a Čínu až do Koreje; jižním směrem pak na Blízkém východě a v Saúdské Arábii. Ve Francii, Německu a Dánsku se vyskytuje pravděpodobně jako zavlečený druh. Česká republika se nachází na západním okraji jeho souvislého areálu.
V Česku se vyskytuje jen vzácně, převážná část jeho lokalit leží v termofytiku a nižším mezofytiku. Potřebuje suchá výslunná místa, preferuje bazické podklady jako vápenec, amfibolit nebo čedič. Roste na mělkých vysychavých půdách s dostatkem minerálních živin i dusíku, ve sprašovitých půdách, ruderalizovaných písčinách, na skalních terasách, v kamenolomech, ve štěrbinách starých zdí a na travnatých kamenitých svazích a mezích.

## Popis
Aromatická jednoletá nebo dvouletá bylina obvykle s jednou, 30 až 80 cm vysokou lodyhou. Ta je přímá, od báze silně rozvětvená, červenofialově naběhlá a vyrůstá z vřetenovitého kořene. Přízemní listy v růžici a spodní lodyžní s řapíky mají eliptické nebo podlouhle čepele, 2 až 7 cm dlouhé a 1 až 5 cm široké, které bývají dvoj až trojnásobně peřenosečné; v době kvetení tyto listy již opadávají. Střední a horní listy jsou bez řapíku, bývají obdobně dělené jako spodní a směrem vzhůru se zmenšují. Úkrojky listů rostoucí ve třech až čtyřech párech jsou zakřivené, 4 až 8 mm dlouhé a 0,2 až 0,3 mm široké. Listy jsou v mládí šedavě pavučinaté a později olysávají, po rozemnutí vydávají silné aroma.
Na lodyze a větvích vyrůstají v bohaté, 20 až 50 cm dlouhé latě hroznovitě uspořádané, krátce stopkaté kulovité úbory velké asi 2 mm. Obsahují načervenalé květy, uprostřed čtyři až deset oboupohlavných s úzkou nálevkovitou korunou a po okraji pět až sedm samičích s nitkovitou korunou. Zákrov úboru je kulovitý nebo vejčitý.
Drobné květy kvetou v srpnu až říjnu, opyluje je hmyz a vítr. Plody jsou hnědě zbarvené válcovité nebo obvejčité nažky dlouhé do 1 mm. Ploidie druhu je 2n = 16.

## Význam
Rostlina obsahuje mnohé látky, jako např. silice, flavonoidy, kumarin, α-pinen, β-pinen, cineol, thujon, karvon, myrcen, skoparon, skopoletin, thujol atd. Má účinky anticholesterolemické, antiseptické, antibakteriální, močopudné, antipyretické, vazodilatační a další. Je také vhodná k léčbě žloutenky, hepatidy a zánětu žlučníku. Používá se v čajových směsích jako žlučopudná rostlina.

## Ochrana
V zemích Střední Evropy se množství míst na kterých pelyněk metlatý roste neustále snižuje a je za ohroženou rostlinu považován jak v ČR, tak i v Maďarsku a Rakousku. V Česku sice není chráněn zákonem, je však v „Červeného seznamu cévnatých rostlin České republiky z roku 2012“ řazen mezi kriticky ohrožené druhy (C1t).